# Loch Maree Group
Die Loch Maree Group ist eine suprakrustale Abfolge vulkanischer und sedimentärer Gesteine, die im Paläoproterozoikum im Hebriden-Terran abgelagert und im Verlauf des Laxfordian verformt und metamorphosiert wurde.

## Etymologie

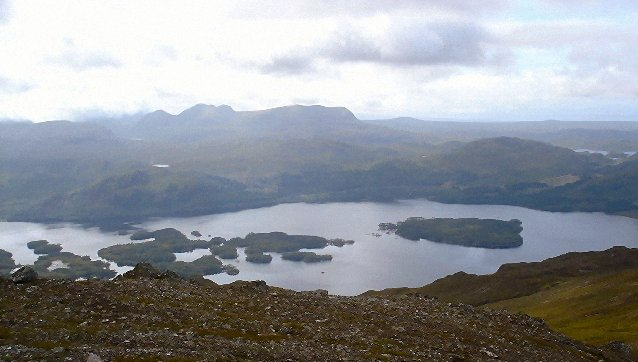
Der Loch Maree mit seinen vielen Inseln, gesehen aus nördlicher Richtung. Im Vordergrund sind Gesteine der Letterewe Synform anstehend.

Die Bezeichnung Loch Maree Group, abgekürzt LMG, leitet sich von ihrer eponymen Typlokalität ab, dem Loch Maree (schottisch-gälisch Loch Ma-ruibhe) an der Nordwestküste Schottlands, an dessen Nordostufer knapp die Hälfte der Loch Maree Group ansteht.

## Einführung
Der Zeitraum 2400 bis 2000 Millionen Jahre BP (Siderium und Rhyacium) war weltweit von Krustendehnung und aufbrechenden Kontinentalrändern gekennzeichnet. Während dieser Rifting-Phase drangen im Lewisian Schottlands die Scourie dykes ein. Um 2000 Millionen Jahren BP hatte sich zwischen den einzelnen Terranen ozeanische Kruste gebildet. Im Intervall 2000 bis 1900 Millionen Jahren BP (Orosirium) wurde diese zwischen dem Südbereich (Rona-Terran) und dem Zentralbereich (Gruinard- und Gairloch-Terran) gebildete ozeanische Kruste zusammen mit Sedimenten kontinentalen Ursprungs unter den Zentralbereich subduziert. Es entstand die Loch Maree Group. Während des frühen Laxfordian kollidierten die beiden Krustenbereiche und gegen 1870 Millionen Jahren BP wurde die Loch Maree Group über die Grundgebirgsgneise des Südbereichs geschoben, wobei die beiden Gesteinskörper sich ineinander verzahnten und verfalteten.

## Vorkommen

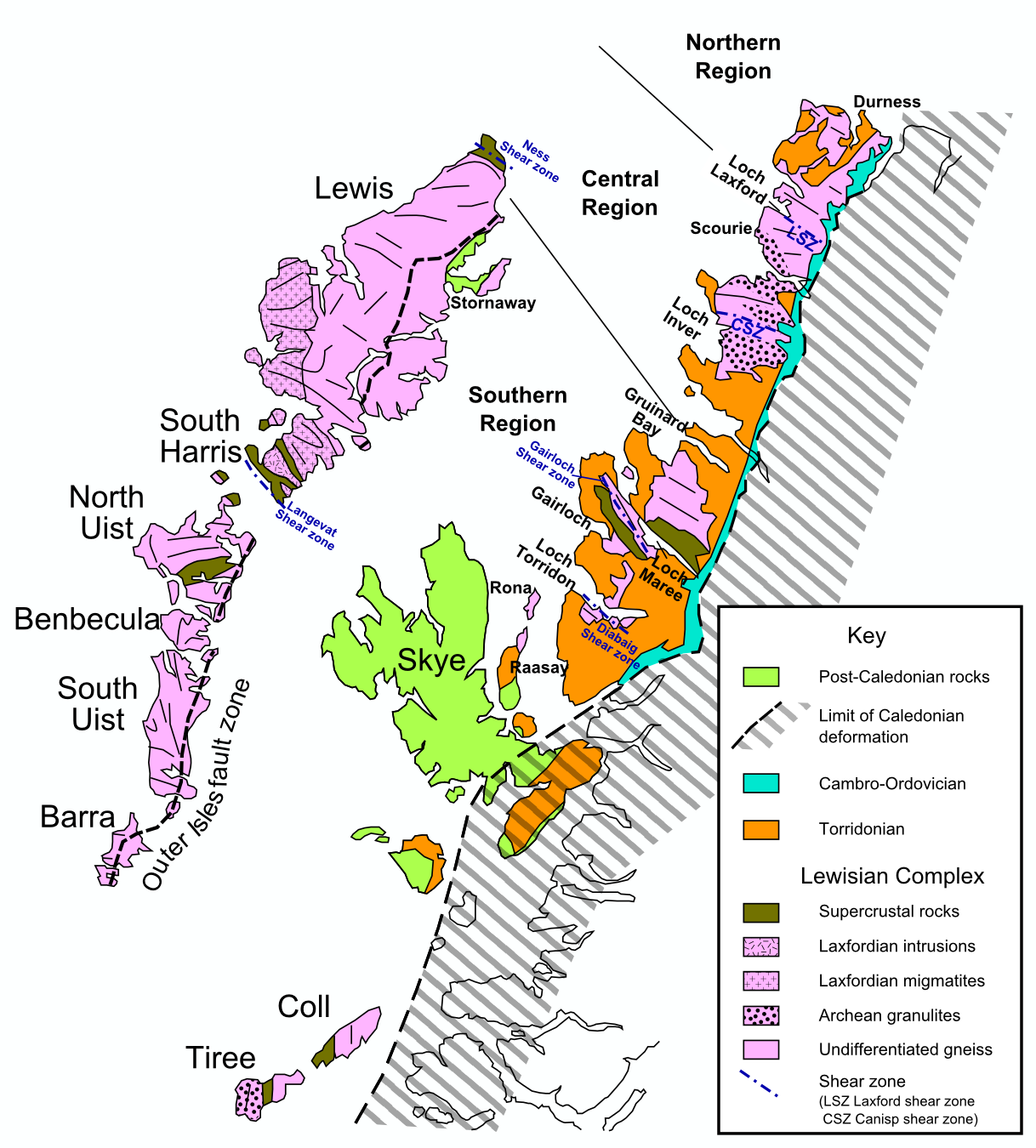
Geologische Karte des Hebriden-Terrans. Die suprakrustale Loch Maree Group ist in Olivgrün dargestellt.

Das Vorkommen der Loch Maree Group verteilt sich auf zwei größere, voneinander getrennte Gebiete. Das erste Vorkommen an der Typlokalität verläuft wie eingangs schon erwähnt in Nordwest-Südost-Richtung parallel zum Nordostufer des Loch Maree, dem es fast auf dessen gesamter Längenerstreckung über 15 Kilometer folgt. Das Vorkommen bildet ein rund 5 Kilometer breites Synklinorium, die Letterewe Synform.
Das zweite, weiter südwestlich gelegene Vorkommen ist etwa 20 Kilometer lang und 3 Kilometer breit; es streicht in Nordnordwest-Südsüdost-Richtung östlich am Loch Gairloch vorbei. Es liegt an der Südwestflanke des Tollie-Antiklinoriums, zeigt steiles Einfallen und wird durch die steilstehende, spröd-duktile Creag-Bhan-Scherzone vom Antiklinorium abgegrenzt.
Ein kleineres, drittes Vorkommen ist der Gruinard Belt, ein nur knapp 500 Meter breites Band, das auf halbem Weg zwischen Gruinard Bay und Flonn Loch über eine Distanz von etwa 10 Kilometer mit Streichrichtung Nordwest-Südost quert.

## Lithologie
Die Loch Maree Group besteht sowohl aus Gesteinen ozeanischen als auch kontinentalen Ursprungs. Bei den ozeanischen Gesteinen handelt es sich um ehemalige Plateau- oder primitive Inselbogenbasalte, assoziierte, abyssale Sedimente, eisenreiche Hyrdrothermalablagerungen (Bändereisenerze) und Schelfkarbonate. Die kontinentalen Sedimente sind im Wesentlichen metamorphosierte Grauwacken, die als Deltaschüttungen interpretiert werden.
Für das zweite Vorkommen bei Gairloch besteht folgende Stratigraphie (vom Hangenden zum Liegenden):
- Shieldaig-Gneis des Lewisian
- Cloiche-Gürtel
- Ard-Gneis
- Charlestown Schist
- Kerrysdale-Basit
- Flowerdale Schist
- Aundrary-Basit
- Creag-Bhan-Gürtel
- Buainichian-Gneis des Lewisian

Als tektonischer Schubspan sind die Gneise des Ialltaig-Terrans zwischen den Ard-Gneis und den Cloiche-Gürtel eingepresst worden.
Die geochemische Signatur der Metasedimente schließt eine Ableitung von den archaischen Gneisen des Lewisian aus. Hierauf deutet auch die Zirkonpopulation im Flowerdale Schist, die mehrheitlich im Zeitraum 2200 bis 2000 Millionen Jahren BP entstanden waren.

## Metamorphose
Bedingt durch die Subduktionsvorgänge erlitten all diese Gesteine die physikalischen Bedingungen der Amphibolit-Fazies, wobei Droop u. a. (1999) Temperaturen von 530 bis 630 °C mittels Kalzit-Dolomit- und Granat-Biotit-Geothermometern und Drucke von 6,5 Kilobar bzw. 0,65 Gigapascal mittels Granat-Plagioklas-Geobarometer feststellen konnten. Die Plateaubasalte wurden hierdurch zu Amphiboliten metamorphosiert. Die Grauwacken wurden zu Quarz-Biotit-Schiefern und die Schelfkarbonate zu Marmor. Es entstanden ferner Graphit-Schiefer, Chlorit-Schiefer und andere Schiefergesteine.
Stabile Mineralphasen in den Amphiboliten sind Oligoklas und Aluminium-reiche Hornblende, in den Quarz-Biotit-Schiefern Oligoklas und Granat, in den kalksilikatischen Marmoren Tremolit oder Diopsid sowie in den Bändereisenerzen Granat/Grunerit. In jüngeren, duktilen Scherzonen erfolgte Retromorphose zu den Bedingungen der Grünschiefer-Fazies. Granat, Feldspat und Al-Hornblende wurden instabil und verwandelten sich zu Biotit, Epidot, Albit, Muskovit und Aktinolith.

## Zeitliche Entwicklung
- Die Bildung der Ausgangsgesteine der Loch Maree Group kann nicht vor 2200 bis 2000 Millionen Jahren BP erfolgt sein, da die jüngste, wiederaufgearbeitete Zirkonpopulation dieses Alter aufweist. Archaische Zirkonalter belegen, dass neben Krustenabschnitten des Paläoproterozoikums jedoch auch solche des Archaikums wiederaufgearbeitet worden waren. Der Bildungsprozess der Protolithen dürfte gegen 2000 Millionen Jahren BP abgeschlossen gewesen sein, wie Samarium-Neodym-Modellalter[4] und detritische Zirkonalter zu erkennen geben.[5]
- Die akkretionsbedingte Subduktion, die ihr modernes Äquivalent im Shimanto-Gürtel Japans, in den Rhodopen Griechenlands oder in den karibischen Anden Kolumbiens findet, war um 1900 Millionen Jahren BP bereits voll im Gang, wie das Alter des granodioritischen und tonalitischen Ard-Gneises vermuten lässt. Der Ard-Gneis (ein Ortho-Augengneis) wurde mit 1903 +3/−2 Millionen Jahren datiert und stellt einen typischen, subduktionsbedingten TTG-Komplex dar.[1] Sein primitiver, geochemischer Fingerabdruck schließt subduzierte Sedimente als Aufschmelzquelle aus, sondern deutet auf weitaus mafischere Ausgangsgesteine.
- Park u. a. (2001) gehen davaon aus, dass die Kollision der Terranblöcke um 1870 Millionen Jahren BP abgeschlossen war und der überdickte Krustenbreich bis 1860 Millionen Jahren BP einen orogenetisch bedingten Kollaps erfuhr.

## Deformationen

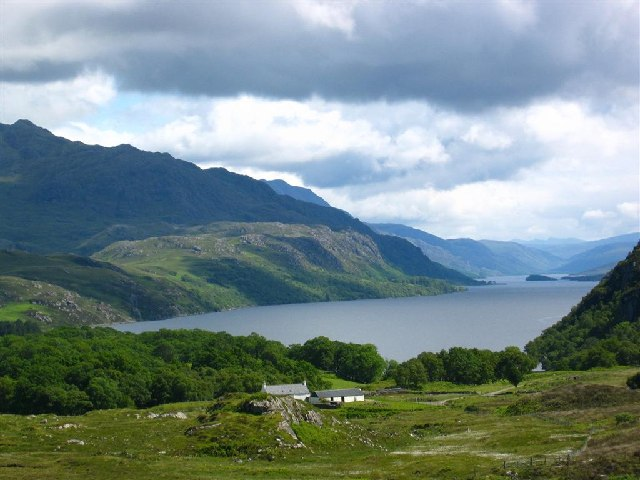
Der Loch Maree gesehen von Tollie Farm, Blickrichtung Südost. Am gegenüberliegenden Ufer stehen hinter der Torridonian Supergroup (vorn links) und Gneisen des Lewisian (Mitte) die Gesteine der Letterewe Synform an.

Die Subduktion und schließliche Kollision hatten in den beiden betroffenen Terranen zu starken Deformationen geführt, die jetzt unter dem Oberbegriff des Laxfordian zusammengefasst werden. Insgesamt lassen sich vier Deformationsphasen (D1 bis D4) unterscheiden, die in etwa dem Zeitraum 1900 bis 1400 Millionen Jahren BP zuzuordnen sind.
Die ersten beiden Deformationsphasen D1 und D2, die als frühes Laxfordian bezeichnet werden, lassen sich meist nur schlecht auseinanderhalten. Sie zeichnen sich durch duktile Verformungen im Bereich der Amphibolit-Fazies aus. Das späte Laxfordian, das nur noch von den Bedingungen der Grünschiefer-Fazies betroffen worden war, besteht aus den Deformationsphasen D3 und D4.
Das Eindringen der Tollie-Pegmatite, das mit 1694 ± 5 Millionen Jahren BP datiert wurde, liefert ein Minimalalter für D1/D2 und gleichzeitig ein Maximalalter für D3. Die letzte Deformationsphase D4 dürfte sich dann im Intervall 1500 bis 1400 Millionen Jahren BP ereignet haben.

### Strukturen
Die Strukturen der duktilen, kombinierten Deformationsphase D1/D2, die sehr wahrscheinlich auf den Subduktionsprozess zurückzuführen sind, waren ursprünglich in einer bedeutenden, flach nach Nordost einfallenden, mylonitischen Scherzone entstanden. Die resultierenden Überschiebungsbewegungen erfolgten generell mit Hangendem nach Westnordwest. Die hochgradigen D1/D2-Gefüge sind LS-Tektonite mit durchgehenden Streckungslinearen, die leicht nach Südost einfallen. Die Richtung der Streckungslineare wird auch als ursprüngliche Bewegungsrichtung in den vernetzten, flachliegenden Scherzonen angesehen.
Der postorogene Kollaps wird wahrscheinlich durch rechtsseitigen Schersinn repräsentiert, bei dem der Liegendblock nach Südwesten angehoben wurde – ganz im Gegensatz zum normalerweise zu beobachtenden linksseitigen Schersinn, bei dem der nordöstliche Block angehoben wird.
Die heute steilstehenden, generell Nordwest-Südost-streichenden Strukturen (inklusive der einst flach liegenden Scherzonen) im Schiefergürtel der Loch Maree Group gehen alle auf die Deformationsphase D3 zurück, die fast 200 Millionen Jahre nach der Kollision erfolgte. Sie ist verantwortlich für den regionalen Faltenbau (Tollie-Antiklinorium, Letterewe-Synklinorium, Carnmore-Antiklinorium). Die D3-Phase kann eventuell mit der um 1700 Millionen Jahren BP stattfindenden Labrador-Orogenese verknüpft werden.
Die letzte Deformationsphase D4 in der unteren Grünschiefer-Fazies brachte dann nur noch kleine, isolierte, steilstehende Falten im Zentimeter/Meter-Bereich hervor, welche oft als offene Knickfalten ausgebildet sind und mit Kataklasit-Gürteln einhergehen. Dies bekundet, dass die Loch Maree Group zu diesem Zeitpunkt am Auftauchen war und bereits unter Oberkrustenbedingungen verformt wurde.

## Paläogeographische Lage und Verbindungen
Die Loch Maree Group war bisher als Abfolge interpretiert worden, welche in einem unter Dehnung stehenden Kontinentalbecken zur Ablagerung kam. Sie wurde folglich mit dem Nordatlantik-Kraton Grönlands und Labradors in Verbindung gebracht. Ihre Neuinterpretation durch Park u. a. (2001) als Akkretionskomplex ermöglicht jetzt jedoch eine Korrelation mit anderen, ebenfalls durch Subduktion entstandenen Orogenen. In Frage kommen hierbei folgende Orogen-Gürtel, die alle im Zeitraum 1900 bis 1830 Millionen Jahre BP Terrane akkretierten:
- Torngat-Orogen
- New-Quebec-Orogen
- Nagssugtoqidian-Orogen
- Lappland-Kola-Orogen

Es ist sehr wahrscheinlich, dass die Loch Maree Group in Verlängerung der beiden letztgenannten Orogene entstand, wobei Park sie im Knickpunkt zwischen dem Nagssugtoqidian- und dem Lappland-Kola-Orogen beheimatet. Eine mögliche Verbindung besteht auch mit dem Lofoten-Vesterålen-Terran und dem Troms-Terran in Nordnorwegen.